# 丘俊 (弘治進士)
丘俊（1463年—？），字邦彥，直隸真定府冀州新河縣人，匠籍，明朝政治人物。

## 生平
順天府鄉試第九十八名舉人。弘治三年（1490年）中式庚戌科會試第一百十五名，三甲第一百九十三名進士。选授户科給事中，復除吏科，正德元年（1506年）七月升本科右，二年三月升户科左，奉敕清理延绥粮储，以疾乞致仕，三年四月令致仕。六年正月起復山西布政司左参议。

## 家族
曾祖丘智；祖父丘信；父丘嵩，母安氏。重庆下。